# ルーネンバーグ奇襲 (1756年)
1756年のルーネンバーグ奇襲（1756ねんのルーネンバーグきしゅう）は、フレンチ・インディアン戦争中の1756年5月8日に、フランスと同盟関係にあったミクモー族とマリシート族の民兵が、イギリス人植民地のルーネンバーグを襲撃した事件である。この奇襲には、ミクマク族も参加していたといわれている 。民兵たちは、ルーネンバーグの砦の北にある2つの島、ジョン・ルース島とペザン島（現在のコビー島）を襲撃した。これにより、ペザン家の主人ルイが殺されて頭皮を剥がれ、彼の幼い子供と使用人も殺された。

## 歴史的背景

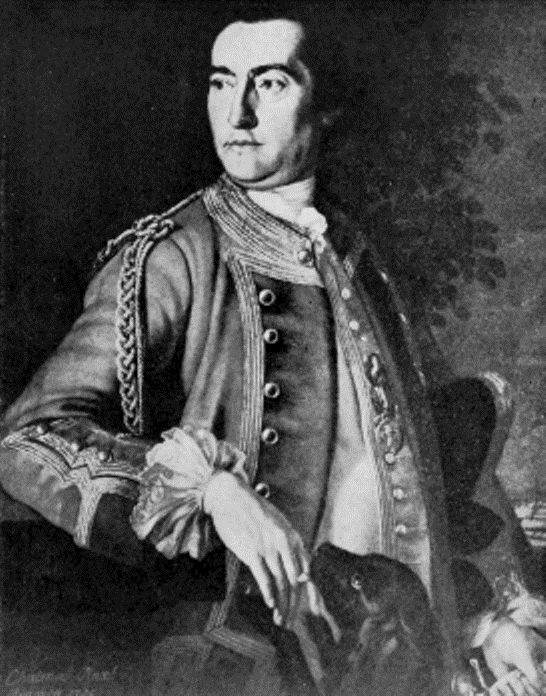
エドワード・コーンウォリス

1749年6月21日に、エドワード・コーンウォリスが、13隻の輸送船と共に、ハリファクスを建設するべくアカディアに到着した。これは後にル・ルートル神父戦争の原因となった。イギリス人たちは、一方的にハリファクスを建設し、1726年に締結されたミクマク族との条約を反故にした。その後、1749年から1752年にかけて、フランスやドイツの、プロテスタントの移民のための植民地が建設されるようになっていった。
これら新しいイギリスの植民地の発展を妨害するべく、マリシート、ミクマク族、そしてアカディア人は多くの襲撃を植民地に対して仕掛けた。例えば1751年のダートマス奇襲などである。この一連の襲撃行動の最中、フランス軍はミクマク族に、イギリス兵の頭皮に対して懸賞をかけた。その報復として、イギリスはアメリカ植民地の猟兵（レンジャー）が、ミクマク族やマリシートの頭皮を剥ぐことに懸賞をかけた。
フレンチ・インディアン戦争が勃発すると、アカディアにおける戦闘は激しさを増した。ボーセジュール砦の戦いでのイギリスの勝利と、沿海諸州からのアカディア人の追放が始まり、イギリスとミクマク族、アカディア人、マリシート民兵との争いは続いた。1756年4月26日から27日にかけて、カンバーランド砦が襲われ、9人のイギリス兵が殺されて頭皮を剥がれた。

## 奇襲

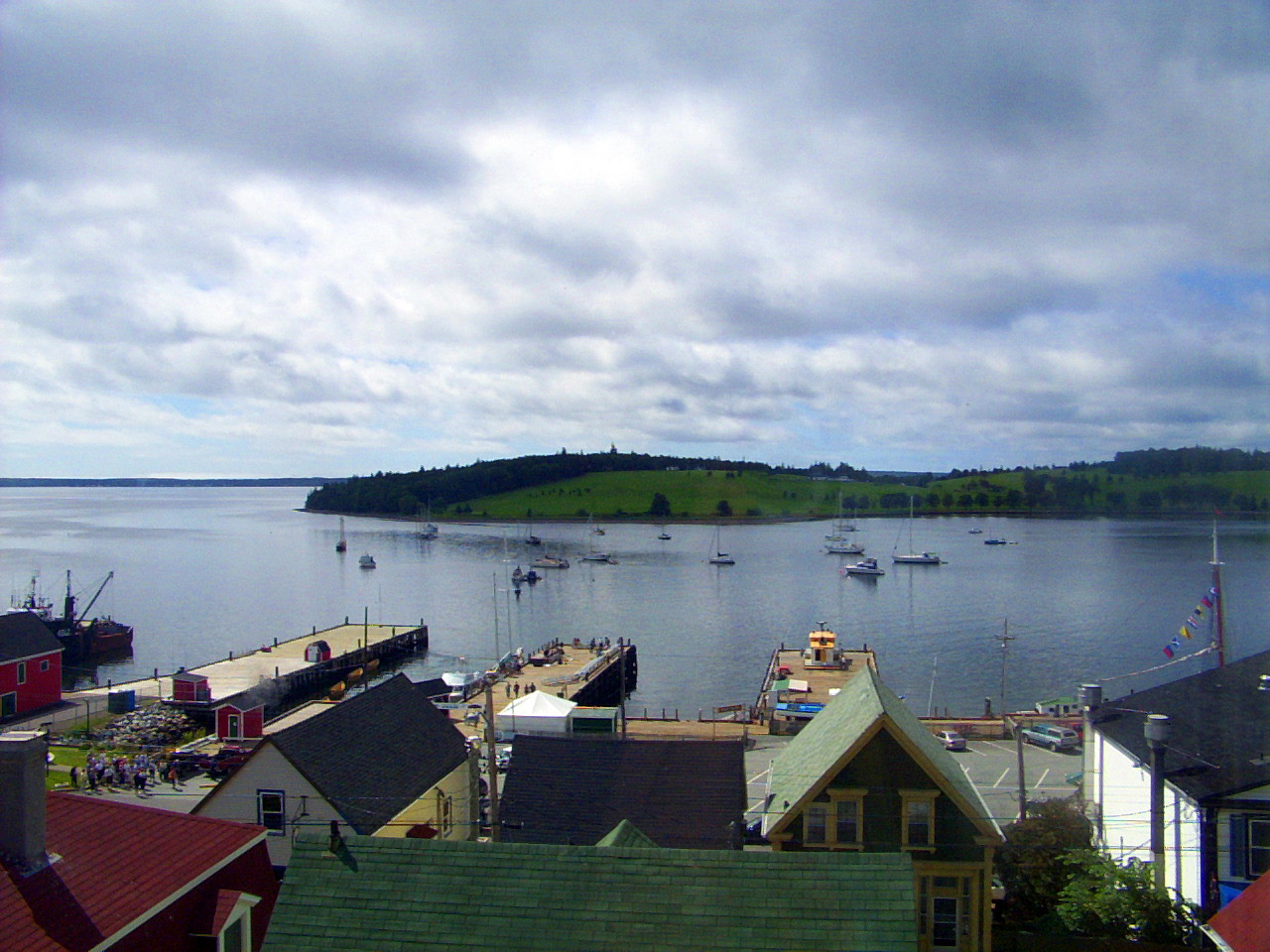
現在のルーネンバーグ

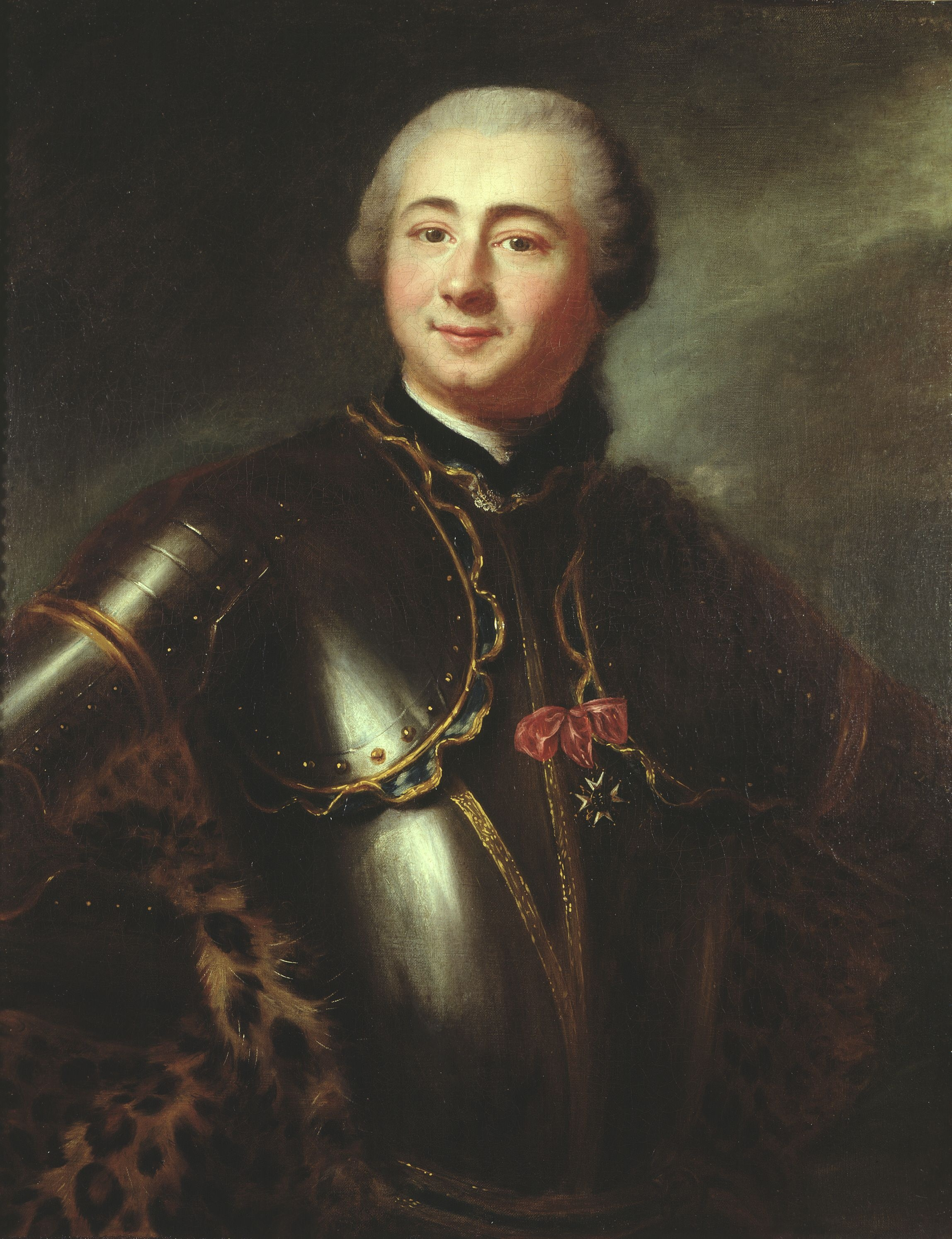
シャルル・デシャン・ド・ボワシェール・エ・ド・ラフェト（1753年）

ヌーベルフランス総督のピエール・フランソワ・ド・リゴーは、アカディアのフランス軍首脳のシャルル・デシャン・ド・ボワシェベール・エ・ド・ラフェトに命じ、ミクモーとマリシートの民兵にルーネンバーグを襲撃させた。フランスの駐屯隊は、ボワシェベールが指揮を執るサンタンヌポワン（セントアンズポイントSte. Anne's Point。現在のニューブランズウィック州フレデリクトン） にいた。この地はマリシートの野営地で、セントジョン川右岸の、スプリングヒルのオークパクに近かった。このセントジョン川のサヴェージ島（アイズル・ソヴァージュ）にもインディアンの村があった 。
5月8日、マリシートの民兵はオークパクやサンタンヌを出発し、ルーネンバーグの郊外に着いた。フランスによると、マリシートの兵は、ここで20人の男女と子供を殺し、頭皮を剥いだ。しかし、イギリスの証言では、死者は5人となっている。
ルイ・ペザンの妻マリー・アンヌ・ペザンと4人の子供たちの5人は捕虜となった。
ルーネンバーグに駐留していた中佐のパトリック・サザーランドは、士官を含む30人の分遣隊を送りこみ、奇襲隊を撃退した。5月11日、彼らが戻って来た時には、副司令官補佐役（Deputy provost marshal）のデトリーブ・クリストファー・ジェッセンが、撃退による死者は5人で、マリシート兵と捕虜は去って行ったと報告した。

## その後のルーネンバーグ

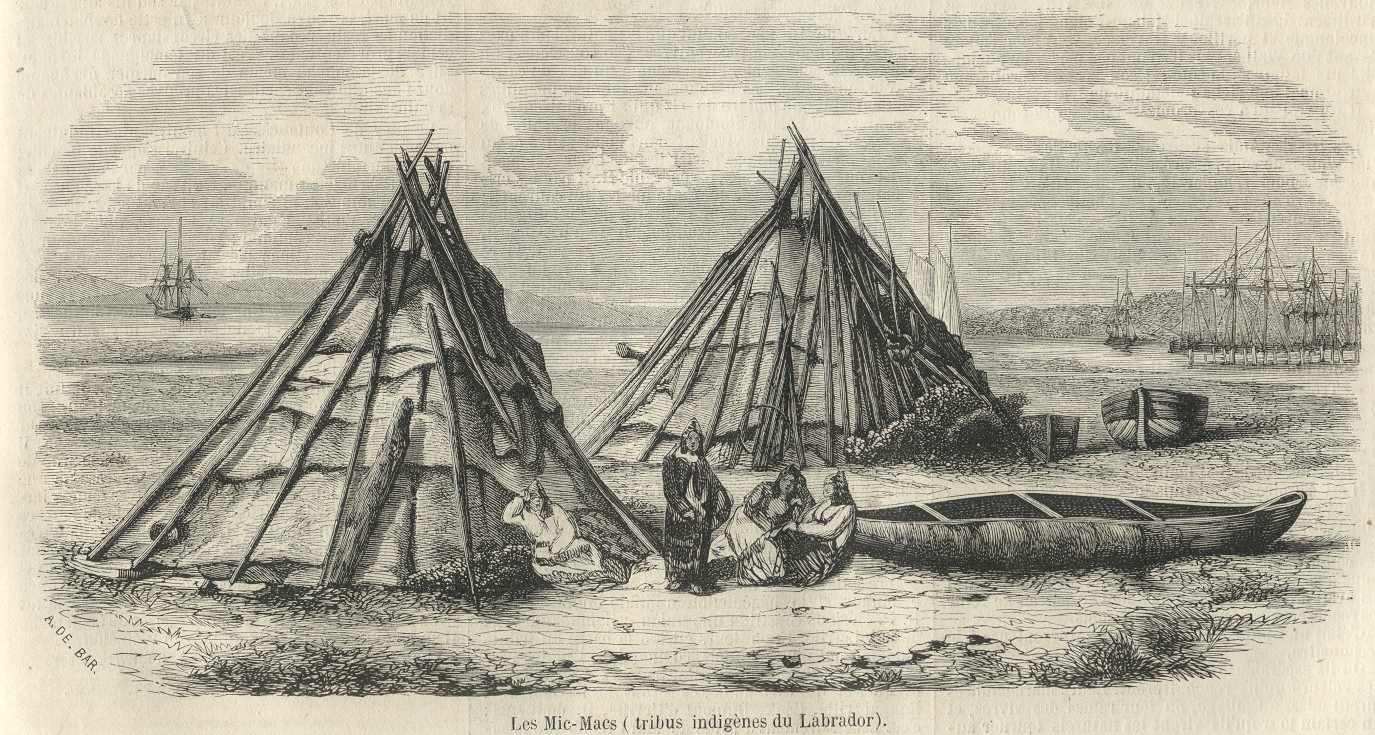
ミクマク族と野営地

1756年5月14日、ルーネンバーグとカンバーランド砦奇襲への襲撃の報復として、総督のチャールズ・ローレンスが手始めにやったことは、レンジャーたちに、ミクマク族とマリシート兵の頭皮への報奨金の額を引き上げることだった。
1756年8月6日、撃退の犠牲者は、プロテスタントではあったが、フランス兵だったと聞かされたヴォードルイユは、他のフランス人入植者をルーネンバーグで徴集し、町を焼かせて、フランス占領下のサンジャン島（プリンスエドワード島）やロワイヤル島（ケープ・ブレトン島）の軍に加入させる可能性を考えた。しかしルーネンバーグは結局焼かれることはなく、大勢のフランス人や、ドイツ語を話すプロテスタントの住民が町を離れ、アカディアの集落に移った。
マリシートとミクマクは、身重のマリー・アン・ペザンを捕えて、年少の方の子供たちと陸路を行かせ、カヌーに乗せてケベックに送った。彼らは途中でサンタンヌポワンに立ち寄った。襲撃を命じたボワシェベールの駐留地だった。マリシートの兵は、子供たちを身代金目的で人質にとり、マリー・アン1人をケベックに行かせた。1756年12月26日、捕虜としての生活の中で、マリー・アンは出産した。翌年の夏、身代金が払われて、他の子供たちもケベックシティの彼女のもとにやって来た。マリー・アンと子どもたちは、1760年までの4年間、捕虜としての生活を送り、サントフォワの戦いの後に解放されて、1761年、現在のノバスコシア州ファルマスに移り住んだ。
奇襲の後、総督のローレンスは、マシュアマシュ（現在のマホーン湾）のラハーヴ川と北西部（現在のブロックハウス）に砦を築いて、ルーネンバーグの防御を強化しようとした 。しかし、それにもかかわらず、インディアンやアカディア人は絶えず奇襲を仕掛け、3年間で8回もの奇襲をかけた。この一連の奇襲で32人のルーネンバーグの住民が殺され、それ以上の人数が捕囚された。イギリスは、この奇襲はミクマク族とケープサーブルのアカディア人によるものだと証言した。

### 他の奇襲について
1756年の奇襲に続いて、ミクマク族はそれから3年の間に、さらに8つの奇襲を仕掛けた。1757年、彼らはルーネンバーグを襲ってブリサング家の6人の家族を殺した。翌1758年の3月には、ルーネンバーグ半島の北西部（現在のブロックハウス）を襲い、オクス、ロダーズ両家の5人を殺した 。
1758年の夏、ミクマク族はルーネンバーグ半島で4件の奇襲を仕掛けた。7月13日に、ラブラドル家の男の子2人をラハーブ川で殺し、8月24日に8人のミクマク族がレイ、ブラントの両家を攻撃して3人を殺したが、頭皮を持ち去るのに失敗した。これは、フランスから報酬を得るためのごく当たり前の習慣だった。その2日後、2人の兵士がラハーブの砦への襲撃で殺された。そのほぼ2週間後、9月11日には、北西部への奇襲で子供が1人殺された。
1759年3月27日にも奇襲があって、オクスナー家の3人がインディアンに殺された。最後の奇襲は同じ年の4月20日で、ミクマク族がトリポー、クライトン両家の4人を殺した。

### 一次出典
- Son John Payzant's account of the Raid of Lunenburg and his subsequent captivity can be found in Brian C. Cuthbertson, ed. "The Journal of the Reverend John Payzant (1749-1834)", Hantsport, N.S.: Lancelot Press, 1981.
- Son Lewis Payzant's account can be found in Silas Tertius Rand, "Early Provincial Settlers", The Provincial, Halifax, NS.: August 1852, Vol. 1, No. 8.
- An account by Dr. Elias Payzant, a grandchild of Marie Anne Payzant, can be found in the Payzant family papers, NSARM, MG1, Vol. 747, No. 42.

### 二次出典
- Bell, Winthrop Pickard. The "Foreign Protestants" and the Settlement of Nova Scotia:The History of a piece of arrested British Colonial Policy in the Eighteenth Century. Toronto: University of Toronto Press, 1961
- Mather Byles DesBrisay (1895). History of the county of Lunenburg.
- Linda G. Layton. (2003) A passion for survival: The true story of Marie Anne and Louis Payzant in Eighteenth-century Nova Scotia. Nimbus Publishing.
- Linda G. Wood (1993). "The Lunenburg Indian Raids of 1776 and 1778: A New documentary source." Nova Scotia Historical Review. Vol. 13. No. 1 pp. 93–108.
- Linda G. Wood (1996). "Murder among the Planters: A profile of Malachi Caigin of Falmouth, Nova Scotia." Nova Scotia Historical Review, Vol. 16. No. 1. pp. 96–108.